# Augusta Victòria de Hohenzollern-Sigmaringen
Augusta de Hohenzollern-Sigmaringen, reina de Portugal (Potsdam 1890 - Münchhöf 1966). Princesa de Hohenzollern-Sigmaringen amb el tractament d'altesa sereníssima que esdevingué reina in jure de Portugal en casar-se amb el rei Manuel II de Portugal.
Nascuda a la ciutat prussiana de Potsdam el dia 19 d'agost de l'any 1890 essent filla del príncep Guillem de Hohenzollern-Sigmarigen i de la princesa Maria Teresa de Borbó-Dues Sicílies. Augusta Victòria era neta per via paterna del príncep Leopold de Hohenzollern-Sigmaringen i de la infanta Antònia de Portugal i per via materna ho era del príncep Lluís de Borbó-Dues Sicílies i de la duquessa Matilde de Baviera.
Rebé el nom d'Augusta Victòria en honor de l'esposa del kàiser Guillem II de Prússia, la princesa Augusta Victòria de Schleswig-Holstein-Sondenburg-Augustenburg.
Les múltiples vinculacions entre la casa de Hohenzollern-Sigmaringen i la Casa de Bragança sumat al fet de ser una princesa catòlica convertiren a Augusta Victòria en una candidata ideal pel rei Manuel II de Portugal.
La parella es casà el 4 de setembre de 1913 al Castell de Sigmaringen. Manuel II de Portugal era fill del rei Carles I de Portugal i de la princesa Amèlia d'Orleans. Des de l'any 1910 el rei portuguès vivia a l'exili, concretament a Londres.
L'any 1932 moria al comtat de Middlesex el rei Manuel II de Portugal sense haver tingut descedència del seu matrimoni. D'aquesta forma el príncep Duarte Nuno de Bragança esdevingué el cap de la Casa Reial de Portugal.
A la mort del seu marit, la princesa d'origen alemany retornà a Alemanya on l'any 1939 contragué matrimoni amb el comte Karel Robert von Douglas a Langenstein. El comte von Douglas morí l'any 1955 i la princesa el dia 2 de juliol de l'any 1966.